# ملعب كينغفيلد
ملعب كينغفيلد Kingfield Stadium المعروف باسم ملعب الليثويت كوميونيتي لأسباب تتعلق بالرعاية، وهو موطن لنادي وكينغ في منطقة كينغفيلد في ووكينغ، سَري. ويبلغ سعته 6,000 شخص، منها 2,500 مقعداً في المدرجات.

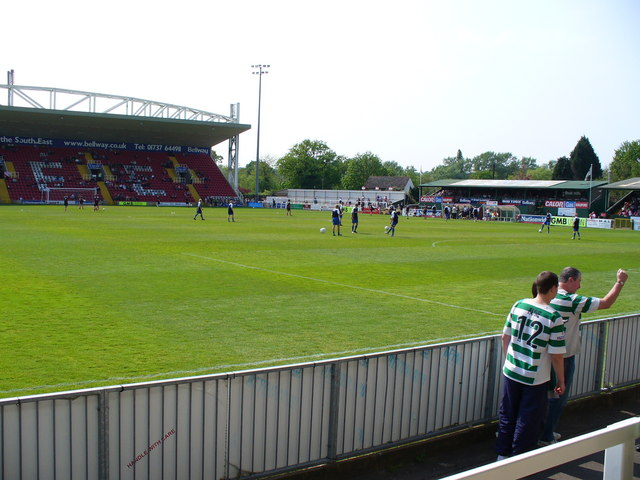
ملعب كينغفيلد - نادي وكينغ

## المدرجات

### مدرج ليزلي جوسدن
المدرج ليزلي جوسدن هو يعُد المدرج الرئيسي وهوه أطول هيكل مدرج على أرض الملعب، مقاعده مغطاة بالكامل. تم بناء المدرج في عام 1995 بتمويل من مجلس وكينغ بورو، والذي يعتبرالمرحلة الأولى من المراحل الأربعة للتطوير.

### المدرجات الأخرى
يقع كينغفيلد رود إند مقابل مدرج ليزلي جوسدن وهو عبارة عن شرفة مغطاة. أحدى جوانب الملعب به مدرجان صغيران للجلوس وشرفة صغيرة مفتوحة تُعرف باسم "مونيرز كورنير". الجانب الآخر عبارة عن شرفة مفتوحة طويلة تسمى كريس لين تيراس، وهي مخصصة للجماهيرعندما تتطلب المباراة فصلًا بين الجماهير ولكن يمكن استخدامها من قبل أي شخص عندما لا يكون هناك فصل في المكان. يوجد فوق كريس لين تيراس برج الكاميرا حيث يتم تصويرالنقاط البارزة منه.

## الحضور
الحضور الرسمي القياسي على أرض الملعب هو7,020 متفرجا في مباراة  كأس الاتحاد الانجليزي للهواة بين نادي وكينغ و<فينشلي في موسم 1957-1958. تشير التقارير غير الرسمية إلى وجود ما يصل إلى 8,100 شخصًا عندما لعب نادي وكينغ مع تشارلتون أثليتيك في الجولة الأولى من كأس الاتحاد الإنجليزي يوم 27 نوفمبر1926، لكن الحضور الرسمي في ذلك اليوم تم تسجيله على أنه 5,593 شخصاً.
جاء سجل نادي وكينغ القياسي في حضور الدوري المحلي في كينغفيلد يوم الأحد 2 يناير 2022، عندما حضر5,171 متفرجاً هزيمته في الدوري الوطني 3-2 أمام ألدرشوت تاون. أعلن المدير التجاري ميك ليفيسي على تويتر في اليوم التالي أنه تجاوز الرقم القياسي السابق البالغ 4,900 عندما استضاف نادي وكينغ لنادي ويكمب وندررزفي عام 1992. أعلى نسبة حضور على الإطلاق  7,020 متفرجاً في مباراة كأس الاتحاد الإنجليزي للهواة ضد فينشلي.

### متوسط الحضور - نادي وكينغ
- 2021–2022: 2,703 (الرابطة الوطنية)
- 2020-2021: 799 (الدوري الوطني) †
- 2019-2020: 2,138 (الرابطة الوطنية)
- 2018-2019: 2,210 (دوري الجنوب)
- 2017-2018: 2,076 (الرابطة الوطنية)
- 2016-2017: 1,430 (الرابطة الوطنية)
- 2015–2016: 1,634 (الرابطة الوطنية)
- 2014-2015: 1,912 (رئيس المؤتمر)
- 2013-2014: 1,601 (رئيس المؤتمر)
- 2012-2013: 1,608 (رئيس المؤتمر)
- 2011-1220: 1,833 (مؤتمر الجنوب)
- 2010-2011: 1,167 (المؤتمر الجنوبي)
- 2009-2010: 1,335 (المؤتمر الجنوبي)
- 2008-2009: 1,727 (رئيس المؤتمر)
- 2007-2008: 1,757 (رئيس المؤتمر)
- 2006-2007: 1,774 (مؤتمر وطني)
- 2005-0620: 949 (مؤتمر وطني)
- 2004-2005: 2,172 (مؤتمر وطني)
- 2003-2004: 2,321 (مؤتمر وطني)

† جائحة كورونا

## استخدامات أخرى
استخدام نادي هايز ويدينج يونايتد الملعب لمدة ثلاثة مواسم متتالية وهم 2011-2012 و2012-2013 و2013-2014.
بالإضافة إلى استضافة نادي وكينغ للمباريات، كما تم لعب المباريات على ملعب الليثويت كوميونيتي، منتخب إنجلترا الوطني لكرة القدم (ج) ومنتخب إنجلترا لكرة القدم للسيدات تحت 17 سنة. واستضاف الملعب أيضًا نصف نهائي كأس الاتحاد الإنجليزي للسيدات في عام 2014. بعد انتهاء موسم 2017-2018، تم الإعلان عن مشاركة نادي شيرووتر في حملتي 2018-2019 و2019-2020 بينما كانت أرض الملعب لنادي الجديد قيد الإنشاء.

## النقل
تقع محطة وكينغ على بعد ميل واحد (1.6 كم) شمال الاستاد وتخدمها خدمات سكة حديد ساوث ويسترن من لندن واترلو.

## معرض الصور

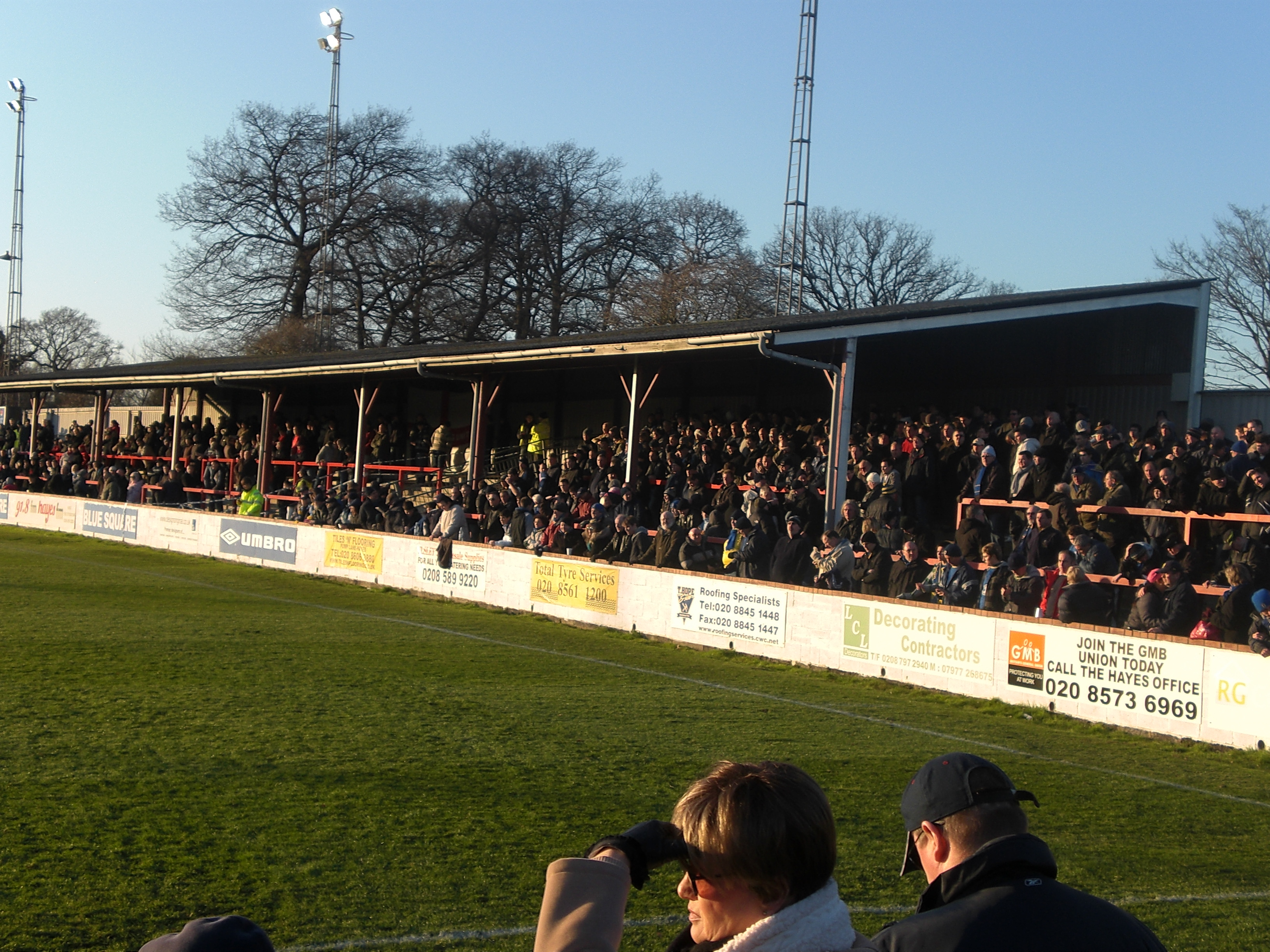
المدرج
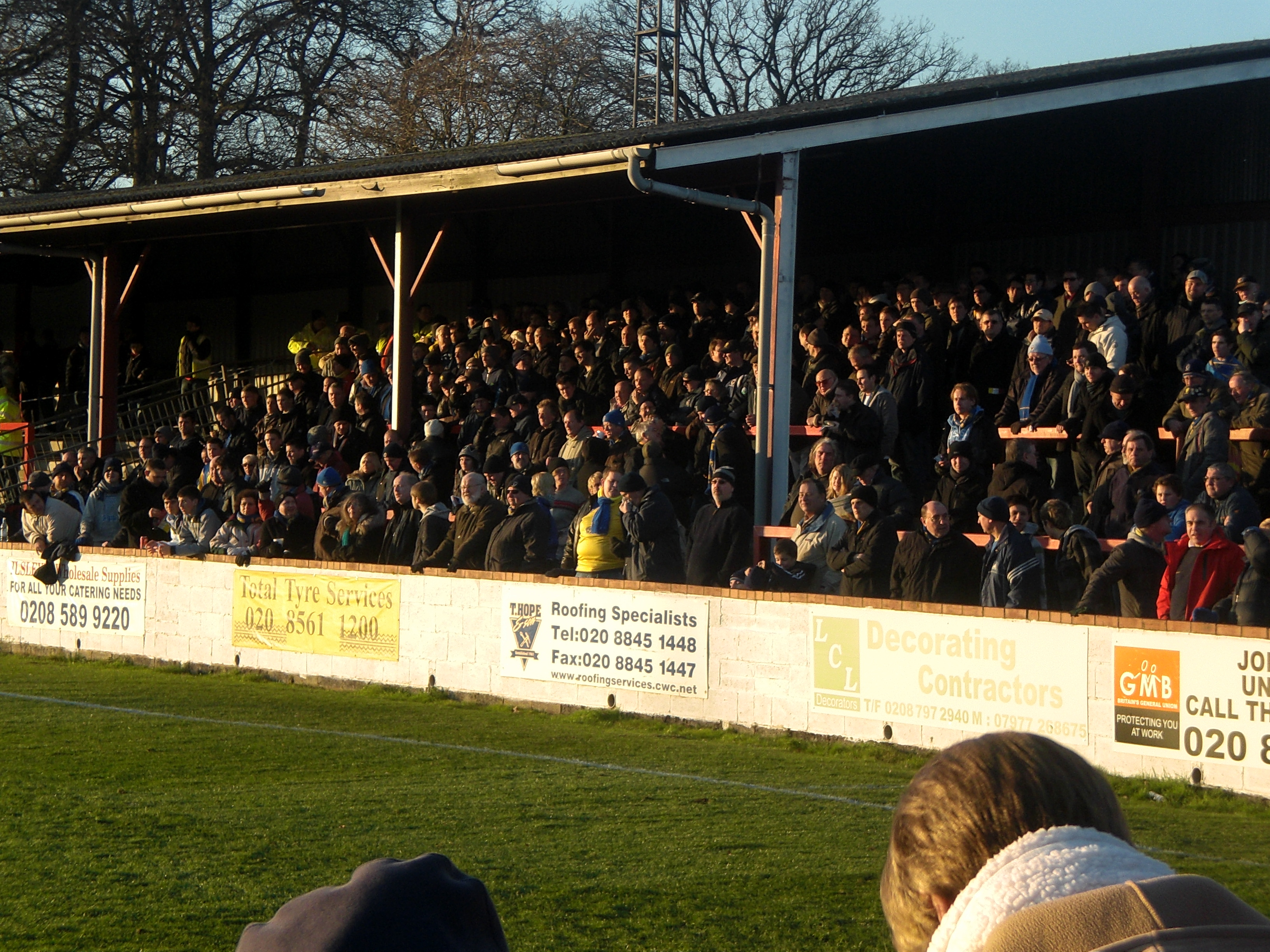
المدرج 2
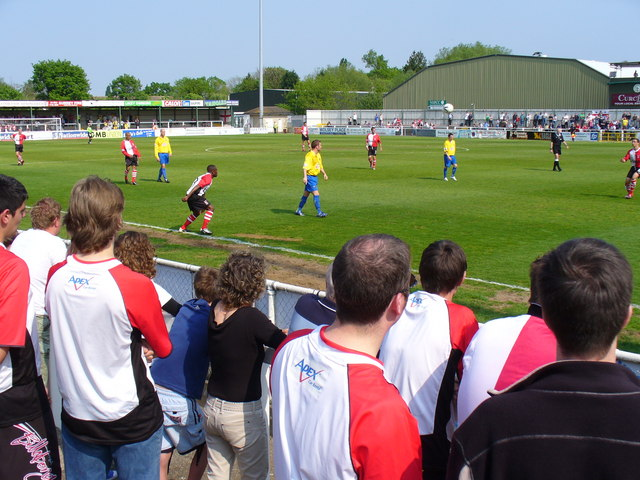
خلال المباراة